# Caraman
 Caraman  es una población y comuna francesa, en la región de Mediodía-Pirineos, departamento de Alto Garona, en el distrito de Toulouse y cantón de Caraman.

## Demografía
| 1528 | 1717 | 1621 | 1642 | 1765 | 1944 |
| Para los censos de 1962 a 1999 la población legal corresponde a la población sin duplicidades (Fuente: INSEE [Consultar]) |      |      |      |      |      |

## Monumentos

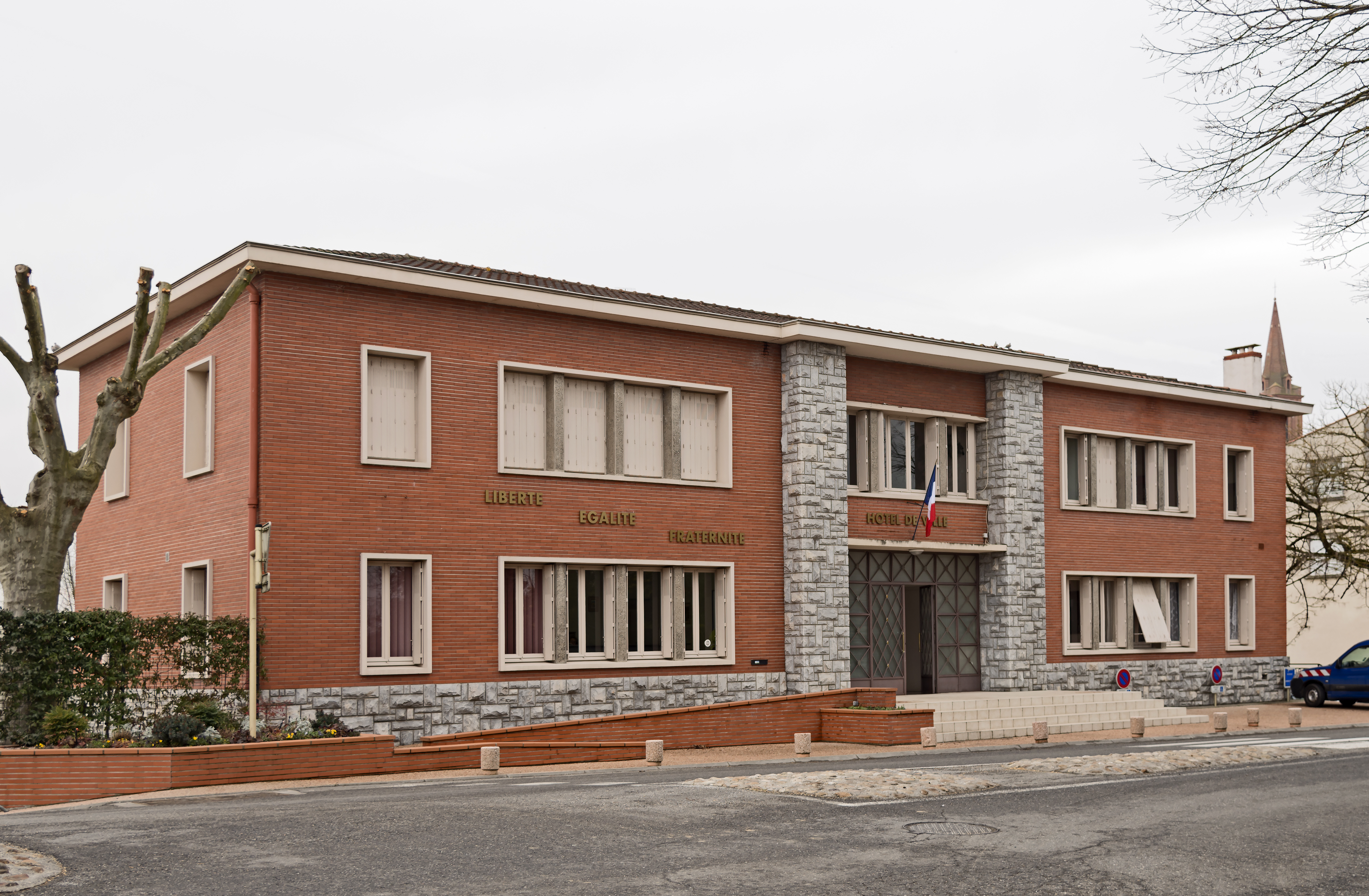
Ayuntamiento
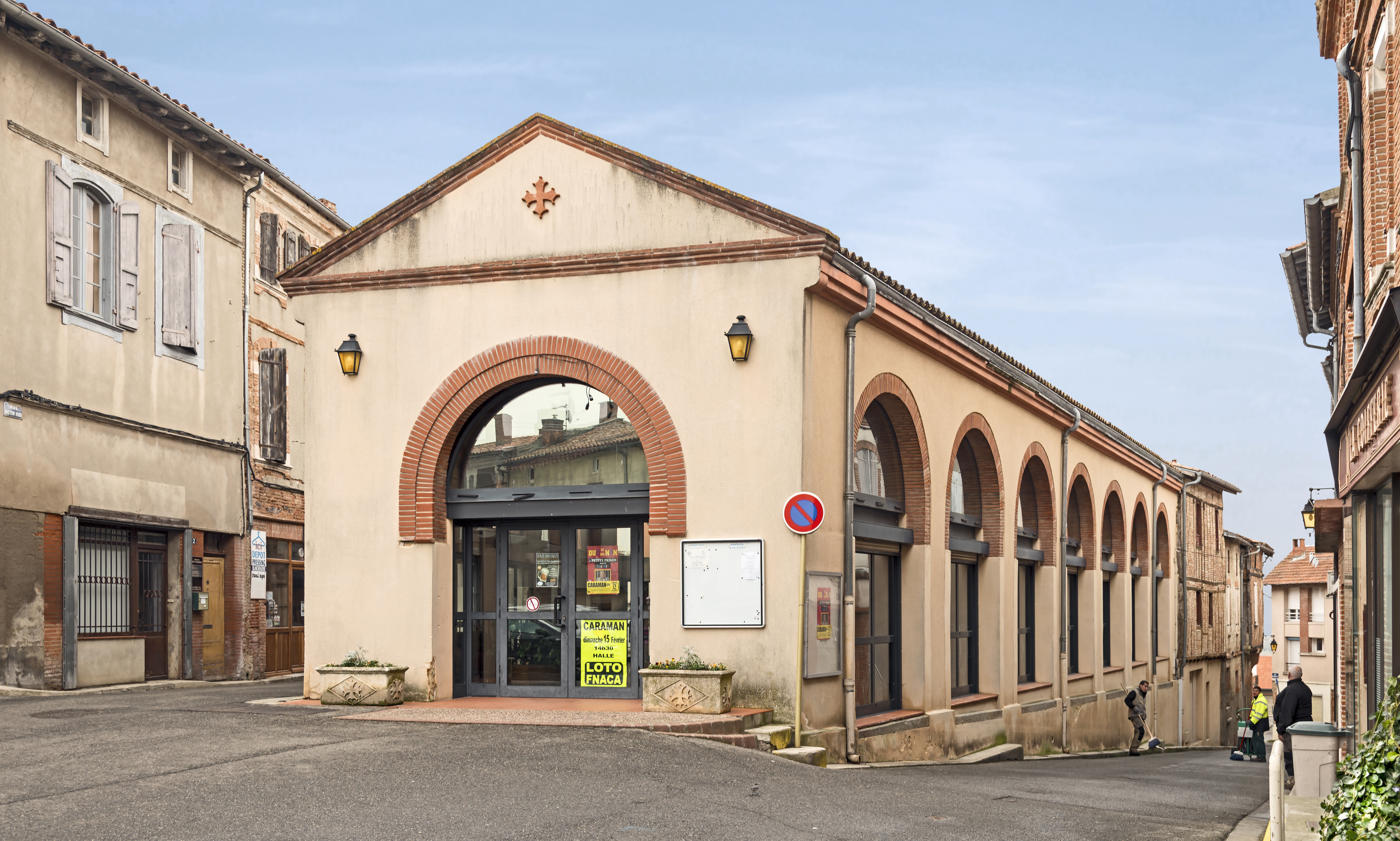
El mercado cubierto.
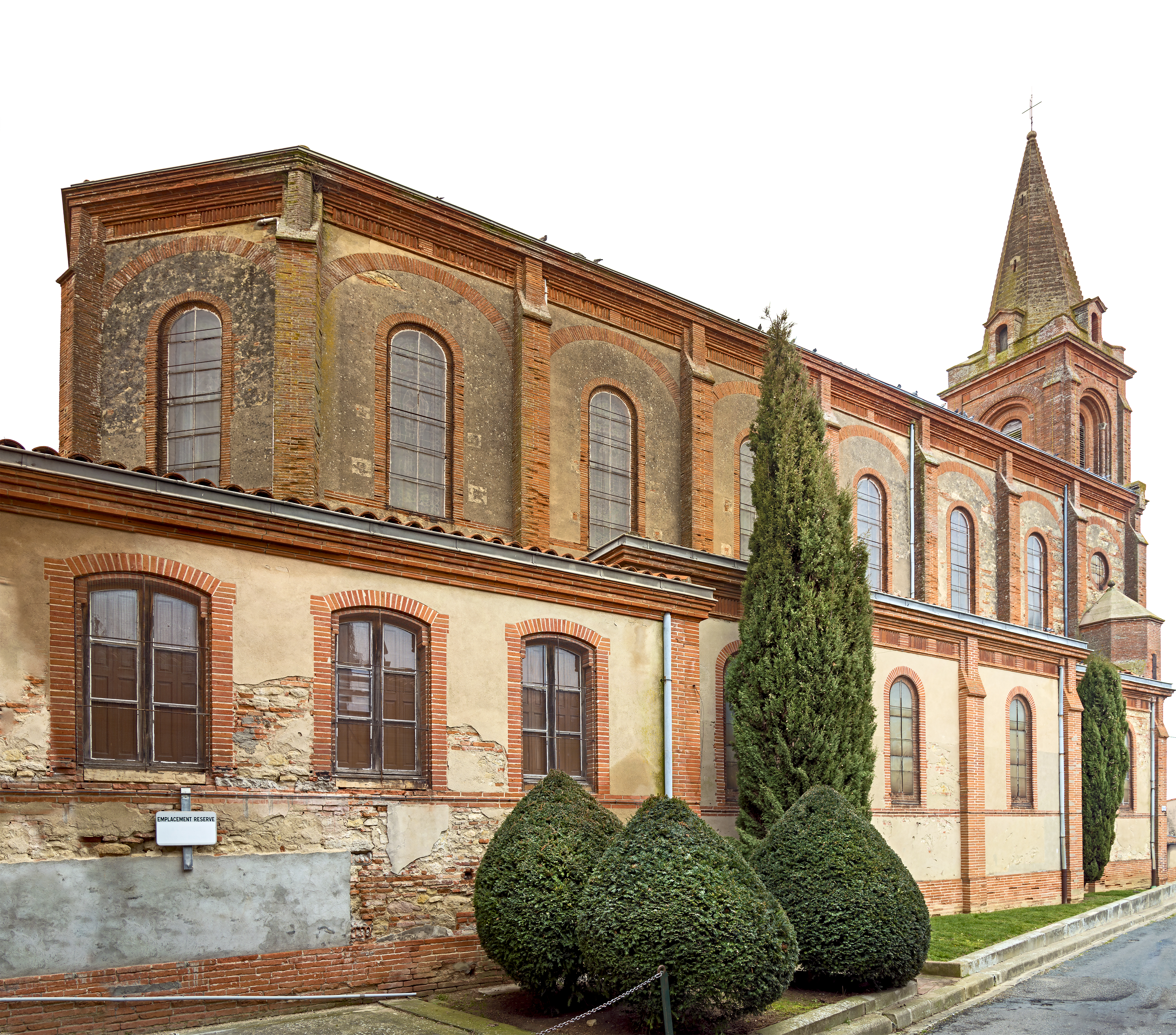
La Iglesia Saint-Pierre
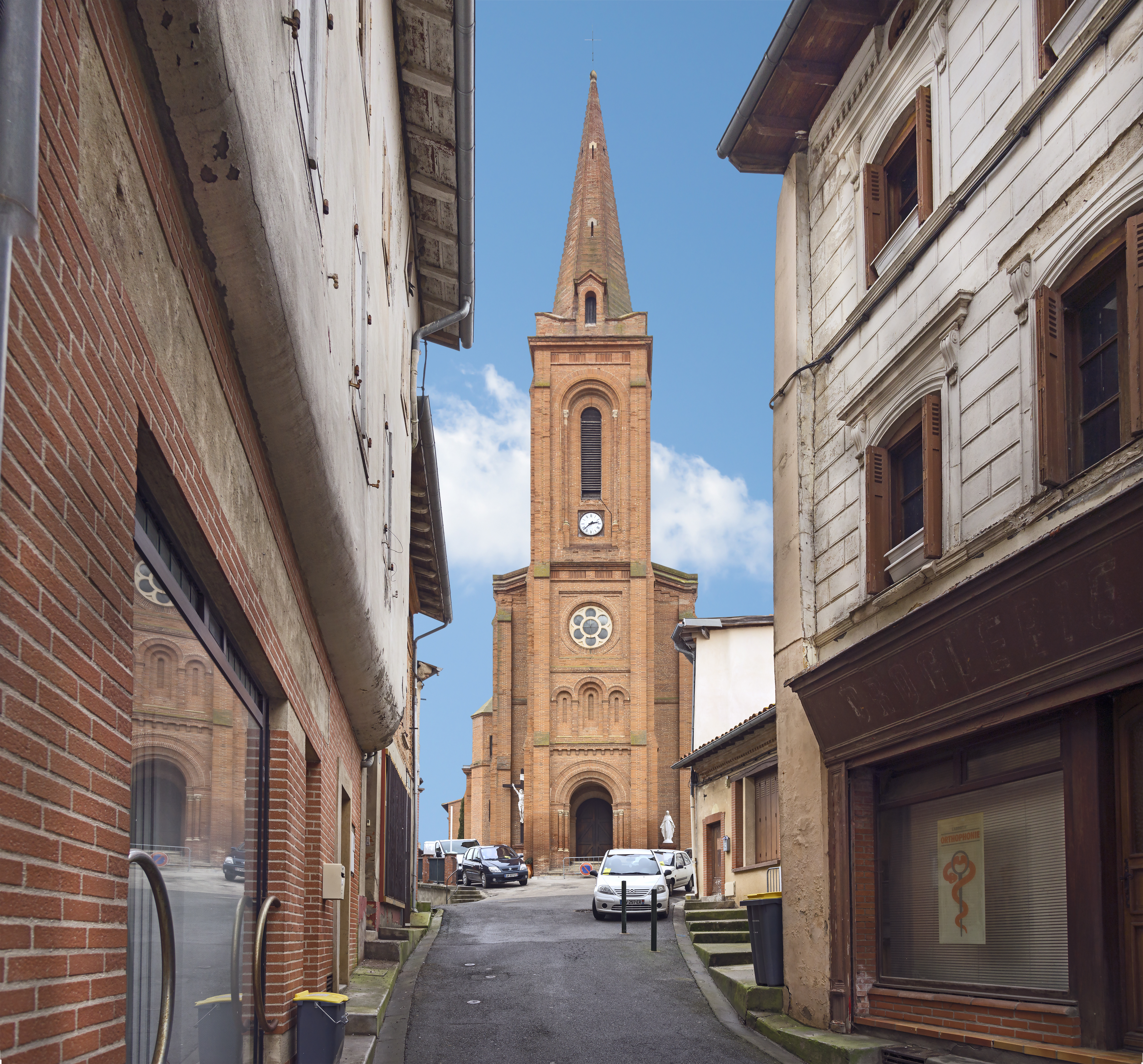
La torre del campanario.
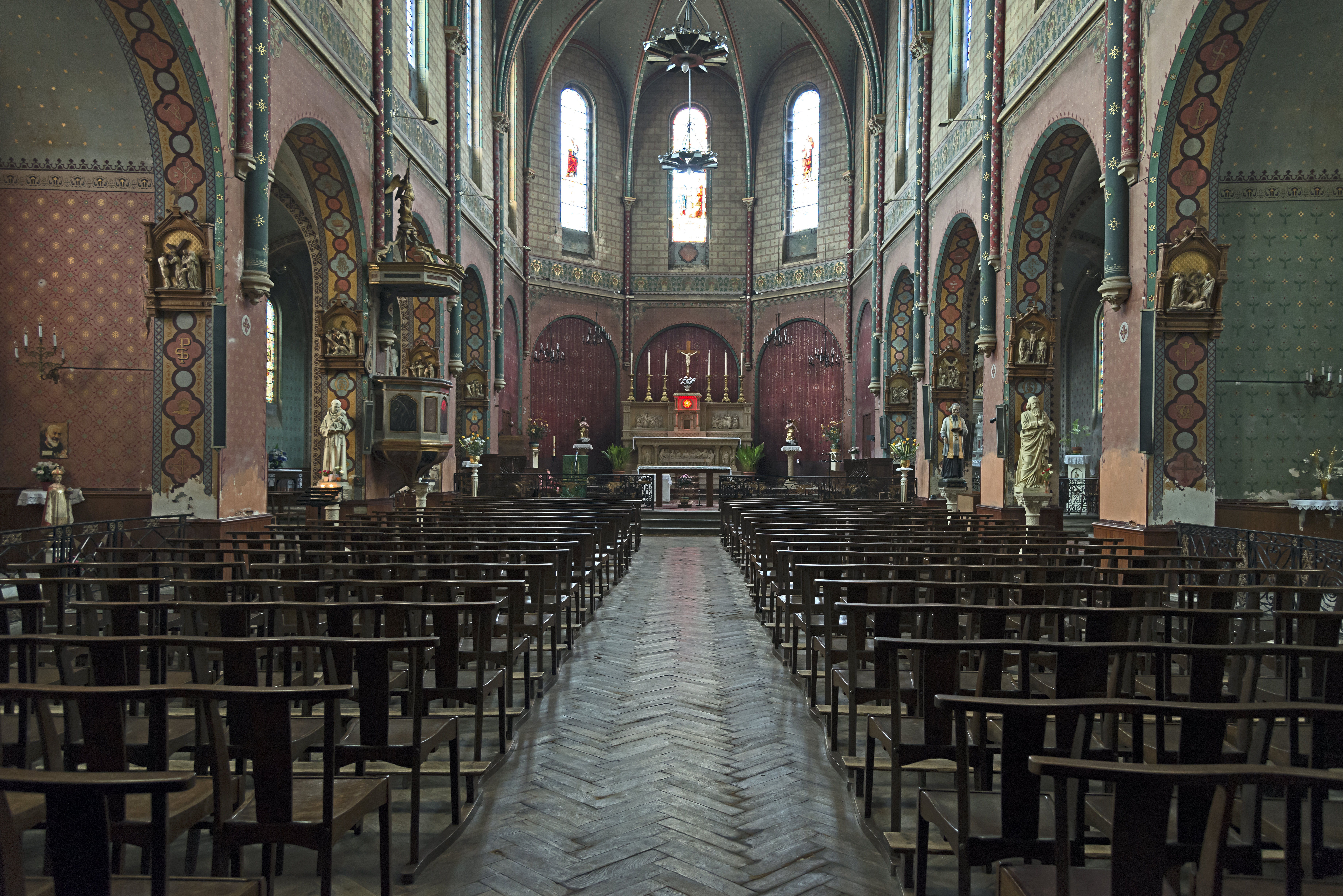
La Nave.
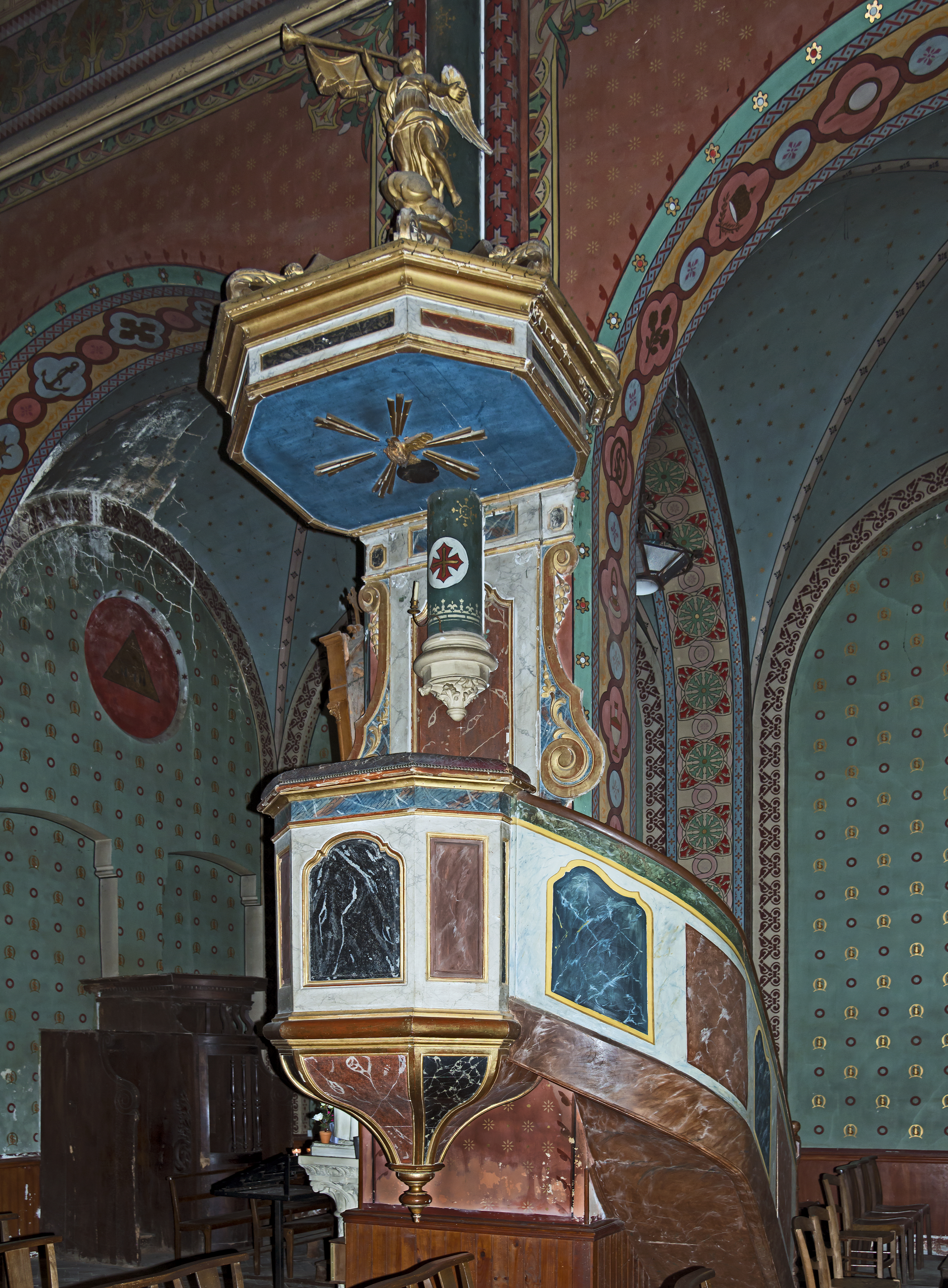
El púlpito.